# Новоукраїнка (Криворізький район)
Новоукраї́нка — село в Україні, у Широківській селищній громаді Криворізького району Дніпропетровської області. 
Населення — 100 мешканців.

## Географія
Село Новоукраїнка знаходиться на відстані 1 км від сіл Благодатне і Григорівка. Навколо села багато іригаційних каналів.

## Населення

### Мова
Розподіл населення за рідною мовою за даними перепису 2001 року:
| Мова       | Відсоток |
| ---------- | -------- |
| українська | 83 %     |
| російська  | 16 %     |
| білоруська | 1 %      |

## Інтернет-посилання
- Погода в селі Новоукраїнка

1. ↑  Рідні мови в об'єднаних територіальних громадах України — Український центр суспільних даних